# Tomás de Aguiar

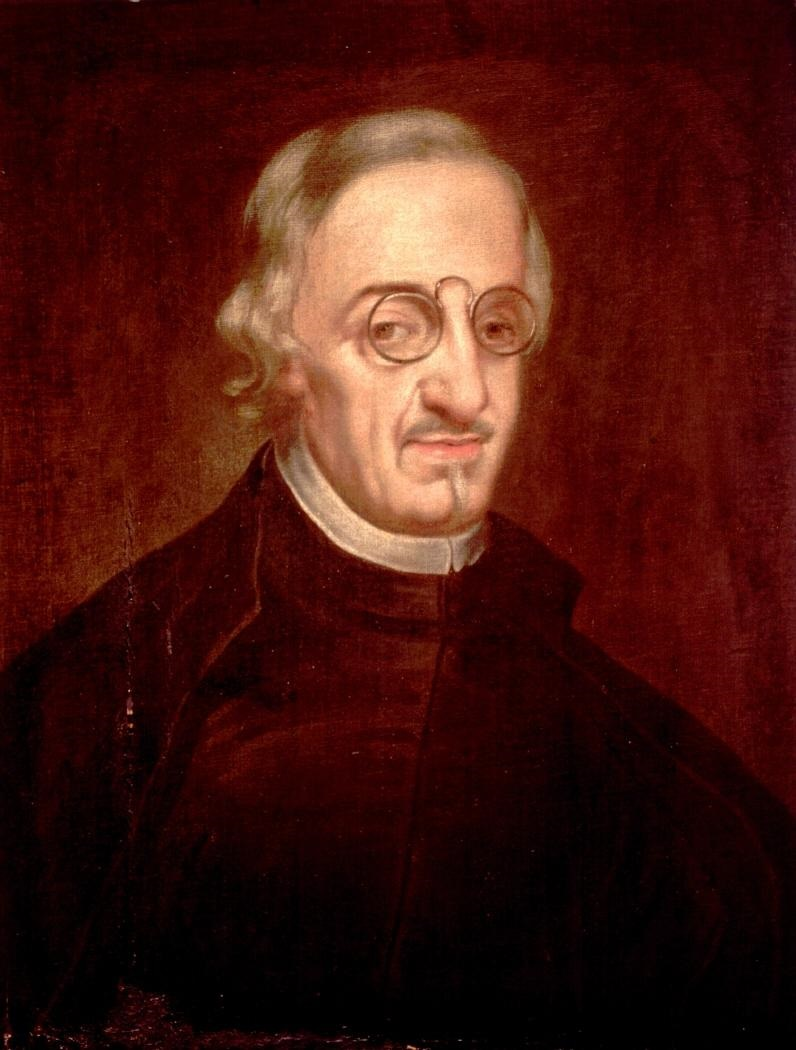
Antonio de Solís, óleo sobre lienzo, 65 x 55 cm, Madrid, Museo Lázaro Galdiano, tradicionalmente atribuido a Juan de Alfaro, podría ser la única obra conservada de Tomás de Aguiar, a quien Solís dedicó un soneto como muestra de gratitud por su retrato.

Tomás de Aguiar (fl. 1653-1657) fue un pintor español activo en Madrid y relacionado con Velázquez.

## Biografía
Sin apenas datos de su vida, la noticia más precisa es la que proporciona Lázaro Díaz del Valle, genealogista y decidido defensor de la nobleza del arte de la pintura, además de amigo de Velázquez, al incluirle en sus apuntes manuscritos en el epígrafe dedicado a los «Señores y Nobles Caballeros españoles que se han entretenido en pintar y dibujar», donde decía de él:

Descendiente de la casa de la Hoz por hembra, vive al servicio del Señor Duque de Arcos este Año de 1657. Es excelente en hacer retratos por el natural.

Ceán Bermúdez, que sin indicar su fuente le hacía discípulo de Velázquez, encomiaba también su habilidad en los retratos, que pintaba «con gran crédito» por los años de 1660, «al óleo en pequeño, con semejanza y buenas máximas».
Por otra parte, Gabriel Bocángel recogió en su Relación panegyrica del novenario célebre con que el orden de Alcantara solemnizó su cuarto voto (1653) un romance a la Inmaculada de «D. Tomás de Aguiar, que en la elegancia de sus números testifica la merecida opinión de su dueño», lo que confirmaría su origen hidalgo y una educación esmerada.
La existencia de algún género de relación con Velázquez vendría confirmada además por el inventario de los bienes que dejaron a su muerte el pintor y su mujer Juana Pacheco, inventario realizado por Gaspar de Fuensalida y Juan Bautista Martínez del Mazo en agosto de 1660, donde con el número 166 se recogía un retrato presumiblemente pintado por Velázquez y actualmente perdido, descrito como: «otra cabeça de Don Tomás de Aguiar».
Testimonio de su dedicación al retrato es la única pintura de Aguiar de la que se tiene noticia documental: el retrato que hizo del dramaturgo e historiador de México Antonio de Solís y Ribadeneyra, correspondido por este con un soneto publicado en sus Varias poesías sagradas y profanas:

A Don Tomás de Aguiar, insigne Pintor, y gran Cortesano, con ocasión de aver (sic) hecho un Retrato del Autor en lámina, y muy parecido. SONETO. 
Artificioso estilo, que regido
Discurres de ese Espíritu elegante,
Como imitas el Alma en mi semblante,
Y das tanta verdad a lo fingido?
Es acaso ese bronce colorido
Cristal, que buelve Idea semejante?
Pero no, que más cierto, y más constante
Das razón, y evidencias al sentido.
Tan vivo me traslada, o representa
Ese parto gentil de tu cuidado,
Que yo apenas, de mi le diferencio.
Y si la voz le falta, es por que intenta,
Al verme en su primor arrebatado,
Copiar mi admiración con su silencio.

Podría tratarse, según Doval Trueba, del retrato de Antonio de Solís conservado en el Museo Lázaro Galdiano, del que hizo grabado Marcos Orozco para los preliminares de las Varias poesías, tradicionalmente atribuido a Juan de Alfaro, aunque tratándose de pintura sobre lienzo no parece que se hubiera podido describir como lámina, calificativo que conviene mejor al tipo de retratos pequeños a los que alude Ceán, habitualmente hechos sobre hoja de metal.